# Lars Cavallin
Lars (Laurentius) Cavallin (* 15. August 1940; † 18. Juni 2017 in Borås, Provinz Västra Götalands län) war ein schwedischer Geistlicher und römisch-katholischer Theologe sowie Schriftsteller.

## Leben
Cavallin stammt aus einem alten schwedischen Familiengeschlecht. Sein Bruder Caesarius ist Prior der Östanbäck-Abtei, eines Klosters der evangelisch-lutherischen Schwedischen Kirche.
1968 empfing er die Priesterweihe. 1974 wurde er in Rom mit der  Arbeit Dogma und Dogmengeschichte bei Adolf von Harnack zum Dr. theol. promoviert. Er war Pfarrer von Kristus Konungen, der ältesten von drei römisch-katholischen Kirchengemeinden in Göteborg. Er war Dompropst der katholischen Diözese von Stockholm. Er wurde zum Päpstlichen Ehrenkaplan (Monsignore) ernannt.
Lars Cavallin engagierte sich für zahlreiche Sozialprojekte im Heiligen Land. Er wurde 2003 von Kardinal-Großmeister Carlo Furno zum Großoffizier des Ritterordens vom Heiligen Grab zu Jerusalem ernannt und zum Großprior der neu gegründeten Statthalterei Schweden des Päpstlichen Laienordens bestellt; 2007 folgte ihm Anders Arborelius, Erzbischof von Stockholm und seit 2017 Kardinal der römisch-katholischen Kirche.
Cavallin hat mehrere Bücher und zahlreiche Artikel veröffentlicht. Er hat den Katechismus der katholischen Kirche ins Schwedische übersetzt.

## Schriften
- Dogma und Dogmenentwicklung bei Adolf von Harnack, Volkach 1976
- Katolska kyrkan i världen av idag, 1981
- Tro och liv i den katolska kyrkan, 1982
- Katolska Kyrkan i Sverige 1783-1983 : En Historisk Aterblick, 1983
- Påvar i moderna tider, Ängelholm 2006, ISBN 91-86428-27-6
- Benedictus XVI : en teologisk introduktion, Ängelholm 2009, ISBN 978-91-85608-14-0

Übersetzung
- Katolska kyrkans katekes, Catholica 2010, ISBN 978-9185608256